# پنجاه و ششمین مراسم گلدن گلوب
۵۶مین مراسم گلدن گلوب (به انگلیسی: 56th Golden Globe Awards) در گرامیداشت بهترین فیلم و شوی تلویزیونی ساخته شده در سال ۱۹۹۸، در تاریخ ۲۴ ژانویه سال ۱۹۹۹ در هتل‌های هیلتون در بورلی هیلز کالیفرنیا برگزار شد.
استیون اسپیلبرگ بعد از موفقیت با فیلم فهرست شیندلر، این بار توانست با فیلم نجات سرباز رایان برنده بهترین کارگردانی شود. همچنین این فیلم توانست تصاحب گوی زرین بهترین فیلم شود. کیت بلانشت اولین گلدن گلوب خود را تصاحب کرد، این بازیگر با فیلم الیزابت به شهرت جهانی رسید و در آغاز هزار سوم نیز چندید بار کاندیدای دریافت گلدن گلوب شد که توانست دو بار دیگر در قرن ۲۱ گوی زرین را دریافت کند. تام هنکس برای فیلم نجات سرباز رایان کاندیدای دریافت گوی زرین شد.

## برندگان و نامزدها
| بهترین فیلم | بهترین فیلم |
| درام | موزیکال یا کمدی |
| --- | --- |
| - - نجات سرباز رایان - الیزابت - خدایان و هیولاها - اسب نجواگر - نمایش ترومن | - - شکسپیر عاشق - بول‌ورث - نقاب زورو - پچ آدامز - هنوز هم دیوانه - چیزی در مورد مری وجود دارد                                                                                                |
| بهترین اجرای فیلم - درام | |
| بهترین بازیگر مرد | بهترین بازیگر زن |

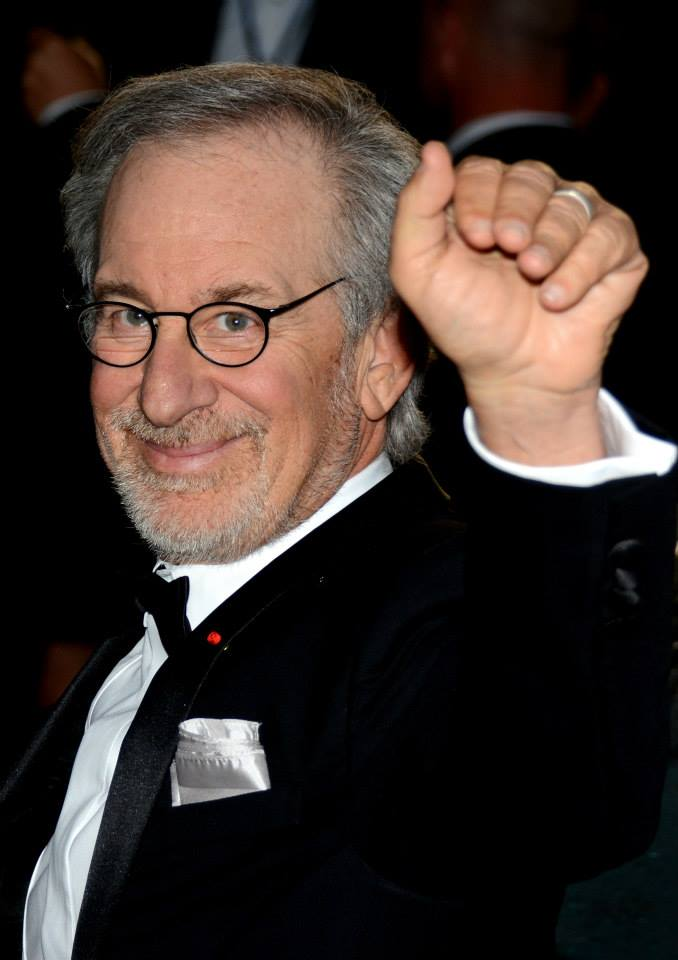
استیون اسپیلبرگ، برنده بهترین کارگردان

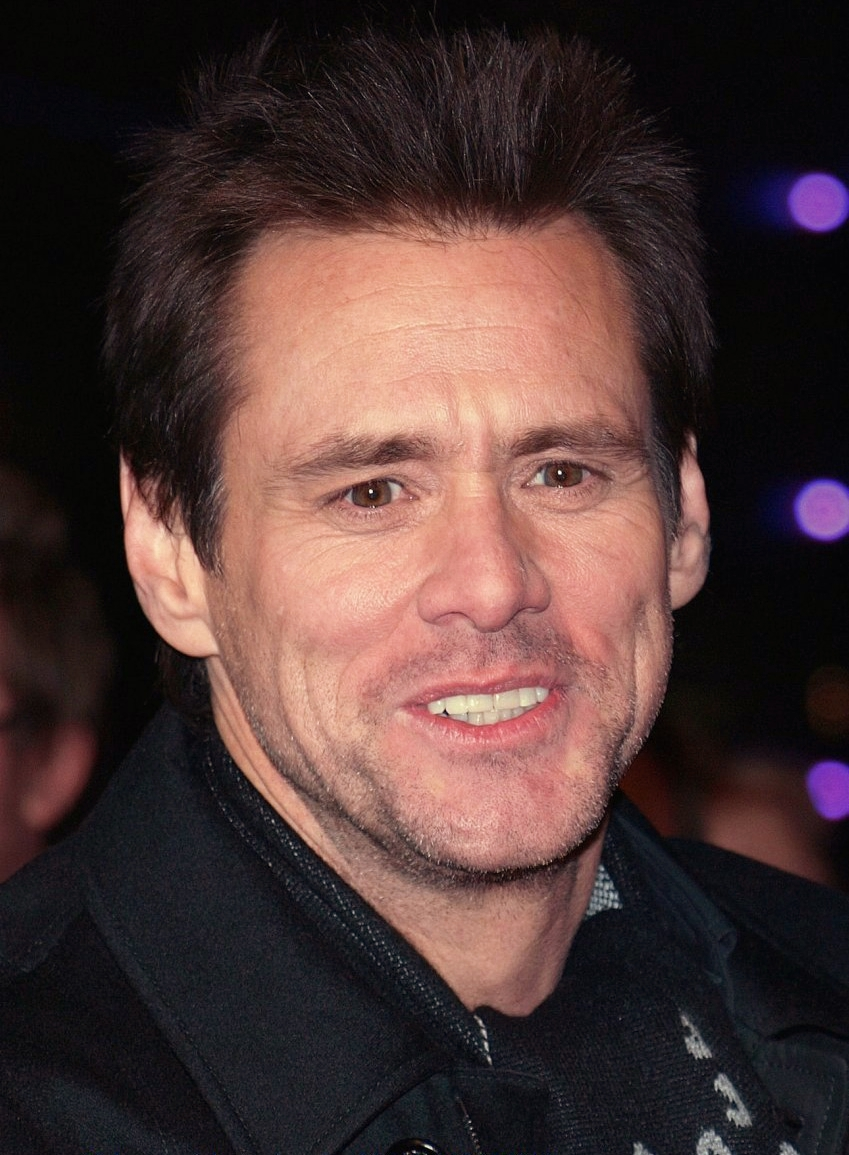
جیم کری، برنده بهترین بازیگر مرد فیلم درام

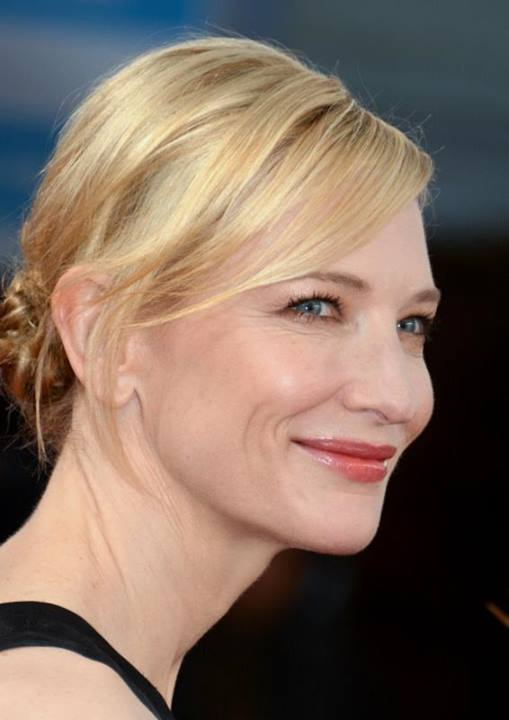
کیت بلانشت، برنده بهترین بازیگر زن فیلم درام

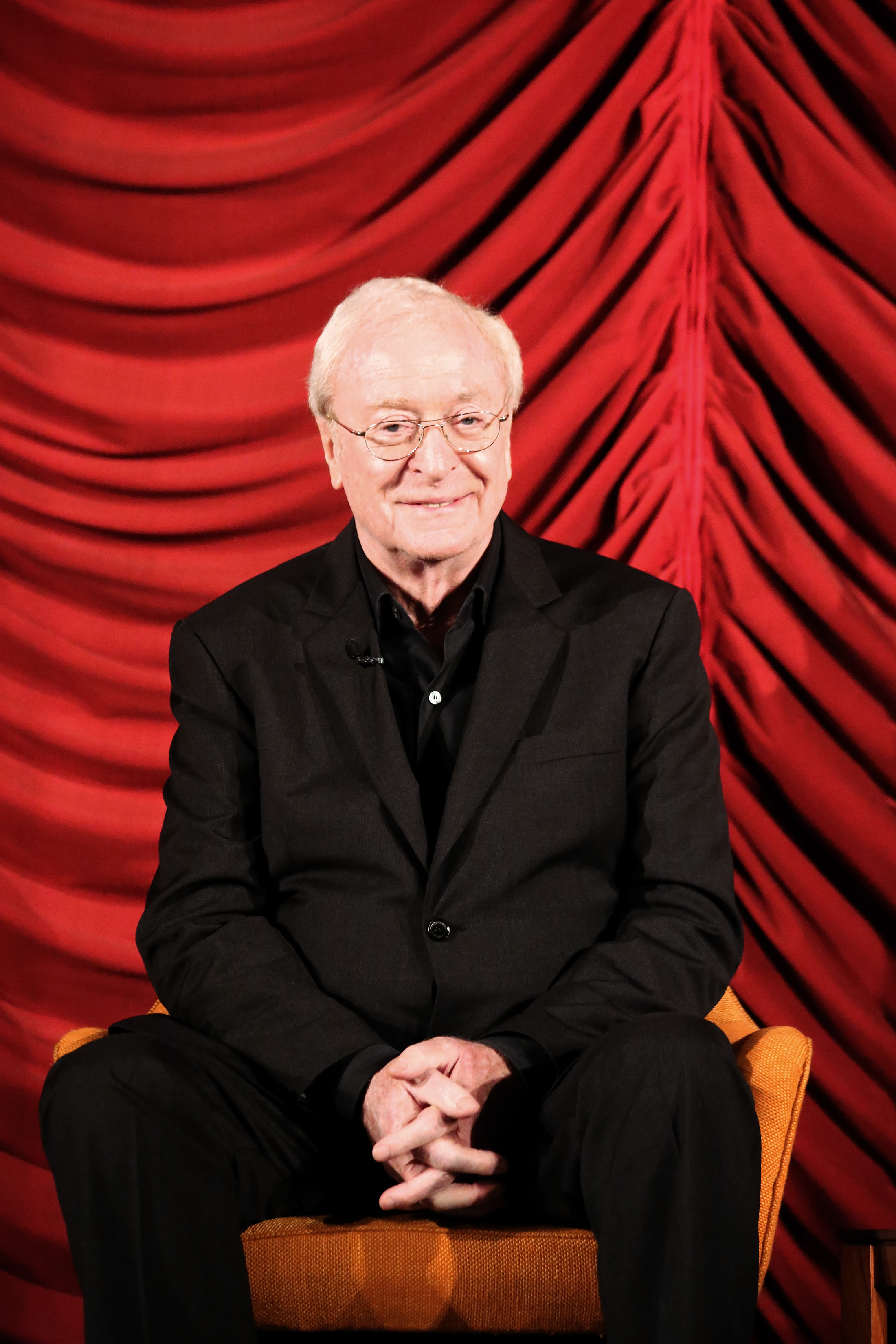
مایکل کین، برنده بهترین بازیگر مرد فیلم کمدی یا موزیکال

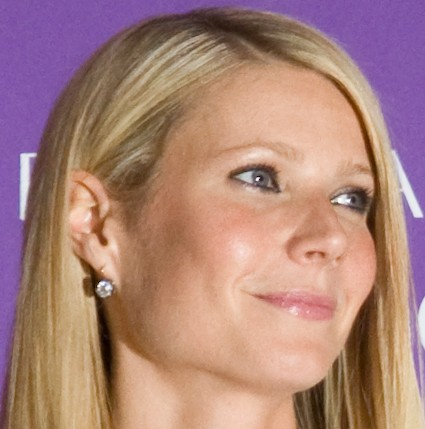
گوئینت پالترو، برنده بهترین بازیگر زن فیلم کمدی یا موزیکال

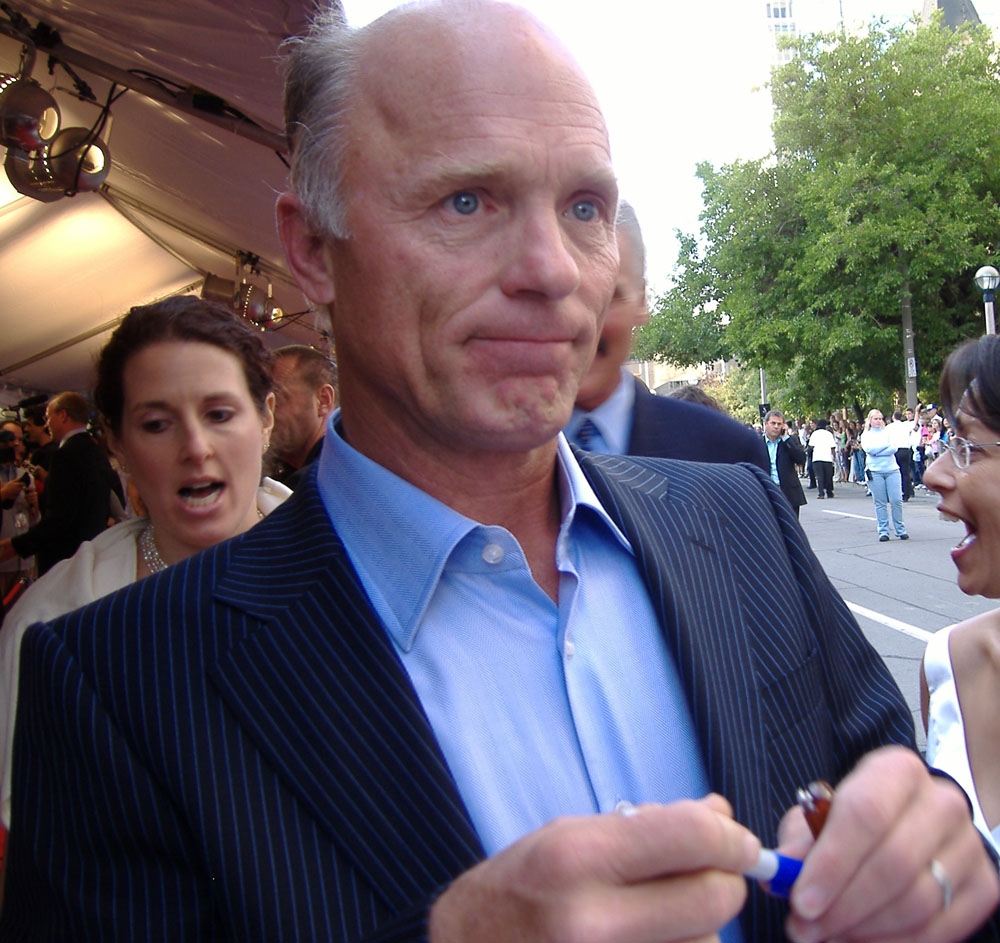
اد هریس، برنده بهترین بازیگر مکمل مرد فیلم درام

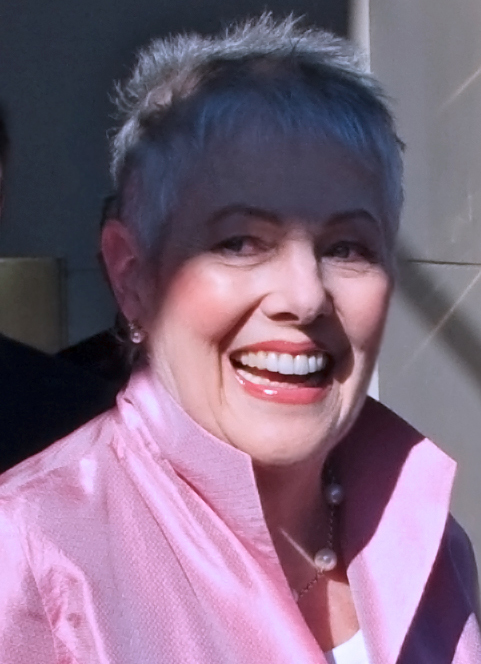
لین ردگریو، برنده بهترین بازیگر مکمل زن فیلم درام

| - - جیم کری برای فیلم نمایش ترومن - استیون فرای برای فیلم وایلد - تام هنکس برای فیلم نجات سرباز رایان - ایان مک‌کلن برای فیلم خدایان و هیولاها - نیک نولتی برای فیلم رنج                                             | - - کیت بلانشت برای فیلم الیزابت - فرناندا مونته‌نگرو برای فیلم ایستگاه مرکزی - سوزان ساراندون برای فیلم نامادری - مریل استریپ برای فیلم یک چیز واقعی - امیلی واتسون برای فیلم هیلاری و جکی   |
| بهترین اجرای فیلم - موزیکال یا کمدی | |
| بهترین بازیگر مرد | بهترین بازیگر زن |
| - - مایکل کین برای فیلم صدای کمی - آنتونیو باندراس برای فیلم نقاب زورو - وارن بیتی برای فیلم بول‌ورث - جان تراولتا برای فیلم رنگ‌های اصلی - رابین ویلیامز برای فیلم پچ آدامز                                          | - - گوئینت پالترو برای فیلم شکسپیر عاشق - کامرون دیاز برای فیلمچیزی در مورد مری وجود دارد - جین هرکس برای فیلم صدای کمی - کریستینا ریچی برای فیلم روبروی جنسی - مگ رایان برای فیلم نامه داری |
| بهترین اجرای برای نقش مکمل در فیلم- درام، موزیکال یا کمدی | |
| بهترین بازیگر نقش مکمل مرد | بهترین بازیگر نقش مکمل زن |
| - - اد هریس برای فیلم نمایش ترومن - رابرت دووال برای فیلماقدام مدنی - بیل مری برای فیلم راشمور - جفری راش برای فیلم شکسپیر عاشق - دونالد ساترلند برای فیلم بدون محدودیت - بیلی باب تورنتون برای فیلم یک برنامه ساده | - - لین ردگریو برای فیلم خدایان و هیولاها - کتی بیتس برای فیلمرنگ‌های اصلی - برندا بلتین برای فیلم صدای کمی - جودی دنچ برای فیلم شکسپیر عاشق - شارون استون برای فیلم توانا                    |
| بهترین کارگردانی | بهترین فیلمنامه |
| - - استیون اسپیلبرگ برای کارگردانی نجات سرباز رایان - شکهار کاپور برای کارگردانی الیزابت - John Madden برای کارگردانی شکسپیر عاشق - رابرت ردفورد برای کارگردانی اسب نواجواگر - پیتر ویر برای کارگردانی نمایش ترومن  | - - شکسپیر عاشق - بول‌ورث - شادی - نجات سرباز رایان - نمایش ترومن |

## بهترین سریال تلویزیونی
| بهترین سریال                                                         | بهترین سریال                                                    |
| جایزه گلدن گلوب بهترین سریال تلویزیونی                               | جایزه گلدن گلوب بهترین سریال موزیکال یا کمدی                    |
| -------------------------------------------------------------------- | --------------------------------------------------------------- |
| - - تمرین - بخش فوریت‌های پزشکی - سعادت - قانون و نظم - پرونده‌های اکس | - - الی مک‌بل - دارما و گرگ - فریژر - Just Shoot Me! - اسپین شهر |

## برندگان گوی زرین مرد و زن سریال تلویزیونی
دان چیدل و گریگوری پک هر دو به صورت مشترک توانستند برنده بهترین بازیگر مرد در نقش مکمل در یک، مینی سریال یا فیلم ساخته شده برای تلویزیون شوند. همچنین فی داناوی و کمرین منهایم نیز هر دو به صورت مشترک برنده بهترین بازیگر زن در نقش مکمل در یک، مینی سریال یا فیلم ساخته شده برای تلویزیون شدند آنجلینا جولی برای دومین سال پیاپی برای ایفای نقش در یک سریال برنده گوی زرین شد .

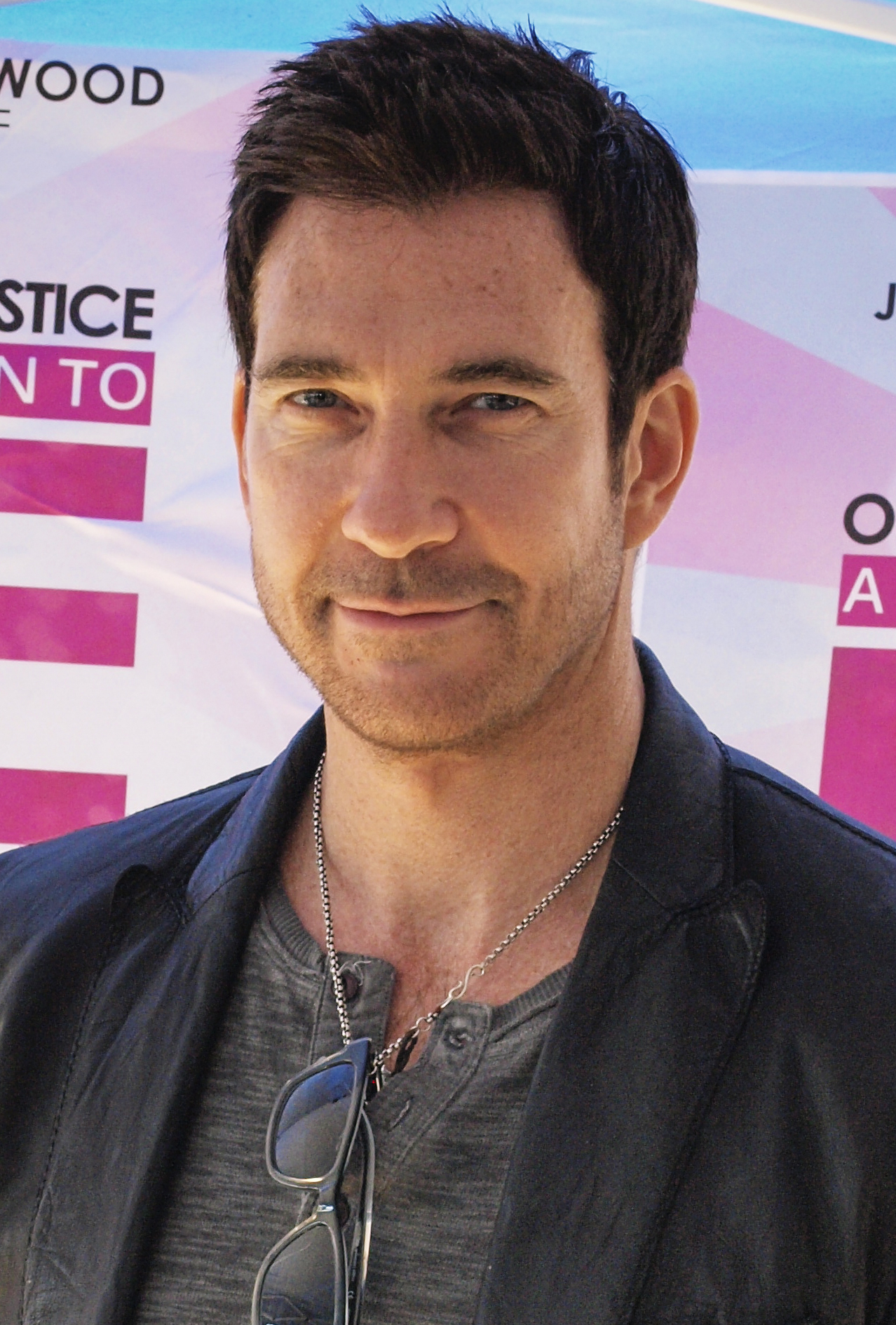
دیلان مک‌درموت، برنده بهترین بازیگر نقش اول مرد در یک سریال تلویزیونی - درام
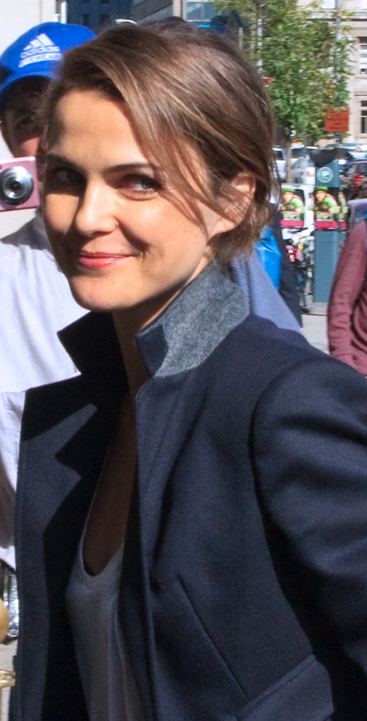
کری راسل، برنده بهترین بازیگر نقش اول زن در یک سریال تلویزیونی - درام
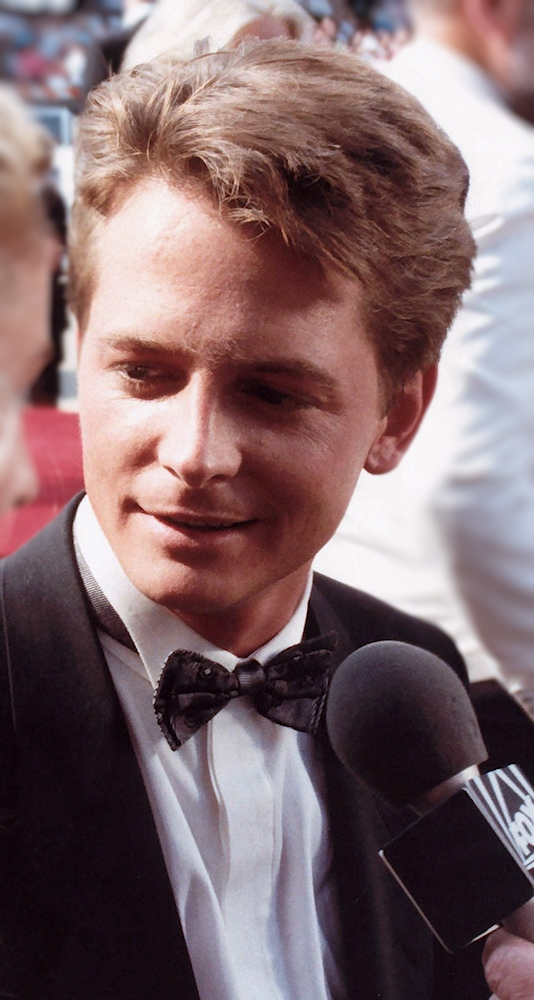
مایکل جی فاکس، برنده بهترین بازیگر نقش اول مرد در یک سریال تلویزیونی - موزیکال یا کمدی
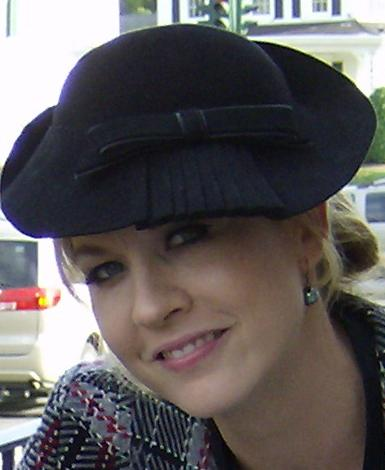
جنا الفمن برنده بهترین بازیگر نقش اول زن در یک سریال تلویزیونی - کمدی یا موزیکال

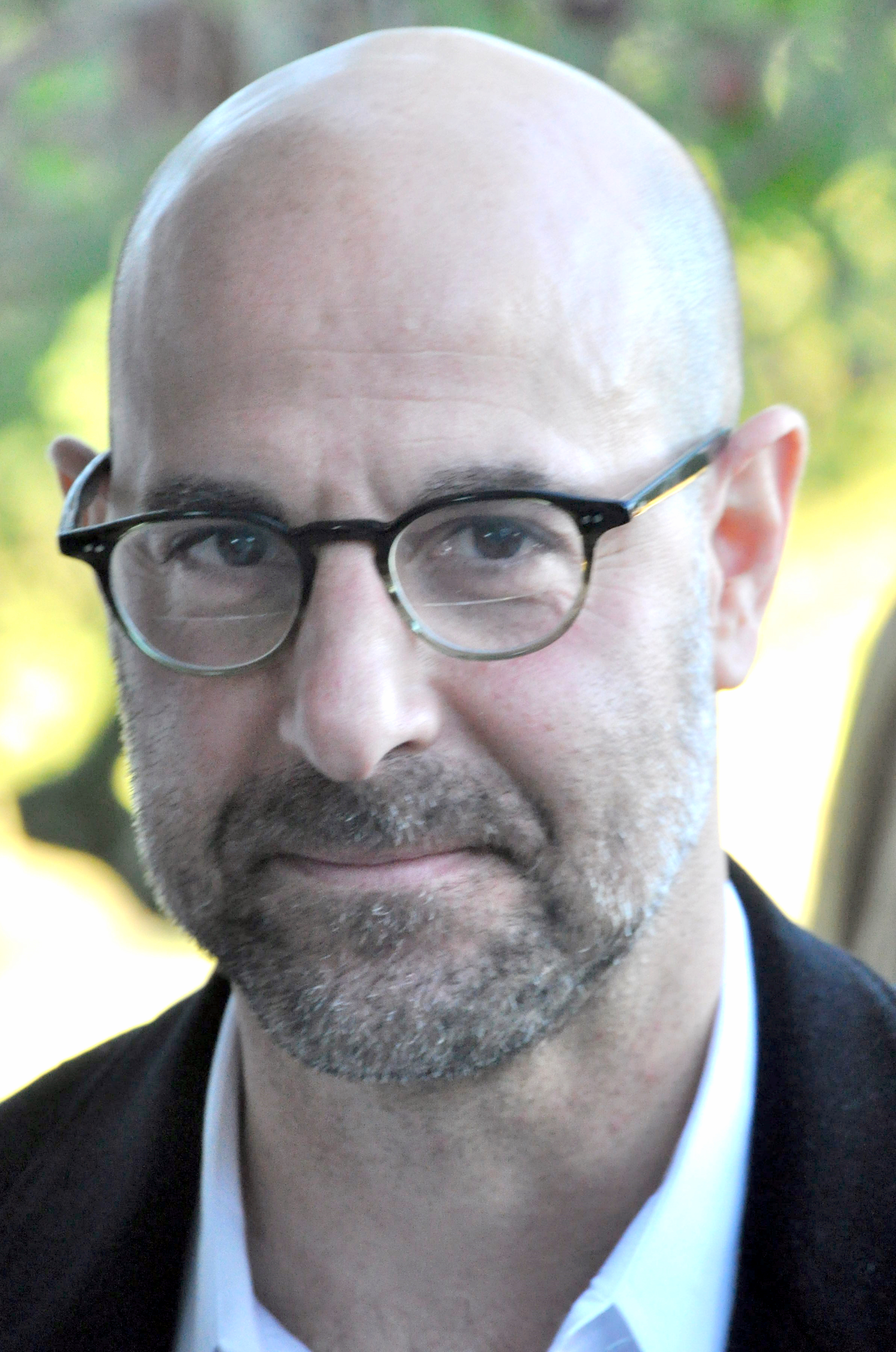
استنلی توچی، برنده بهترین بازیگر نقش اول مرد در یک مینی سریال یا فیلم ساخته شده برای تلویزیون
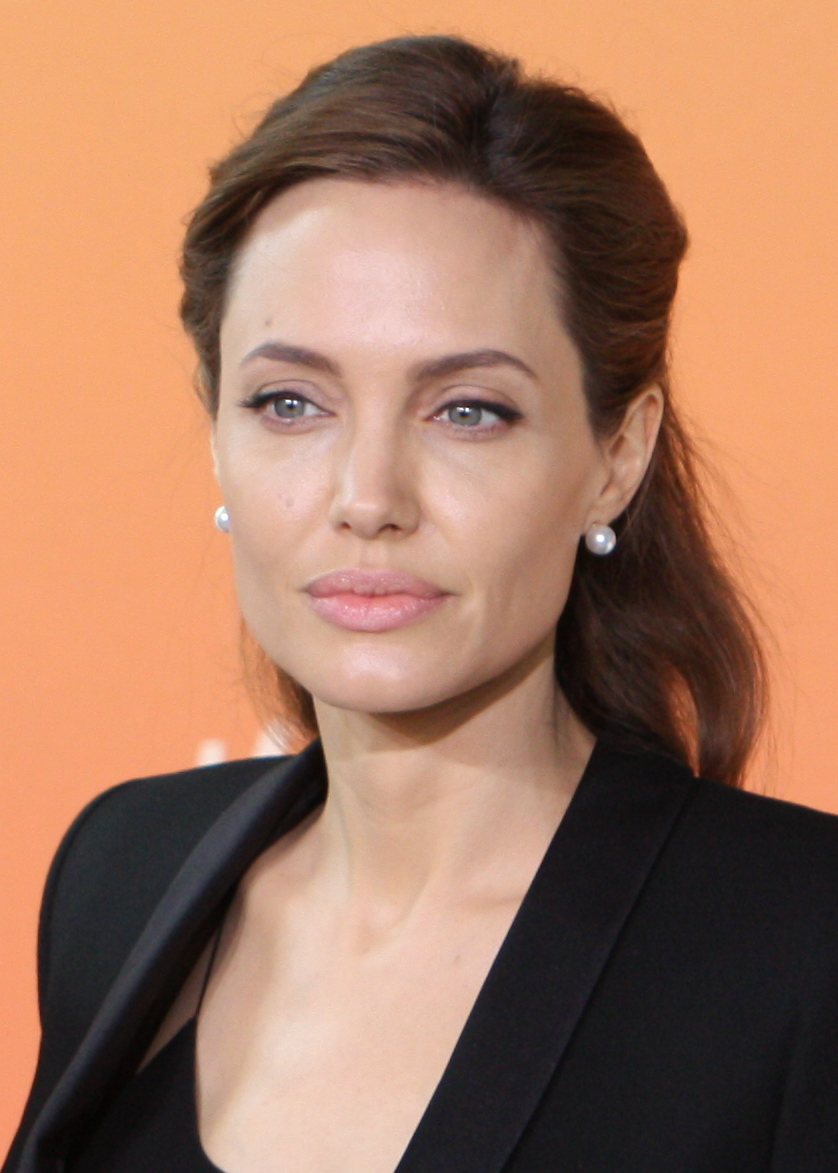
آنجلینا جولی، برنده بهترین بازیگر نقش اول زن در یک مینی سریال یا فیلم ساخته شده برای تلویزیون

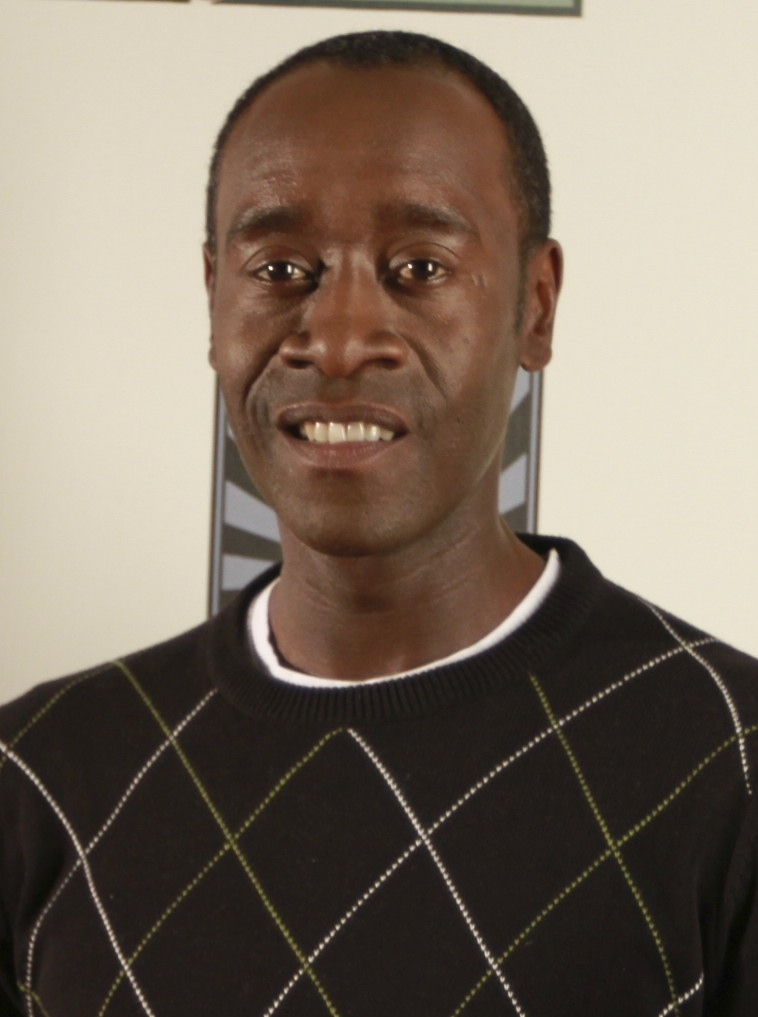
دان چیدل، برنده بهترین بازیگر مرد در نقش مکمل در یک ، مینی سریال یا فیلم ساخته شده برای تلویزیون
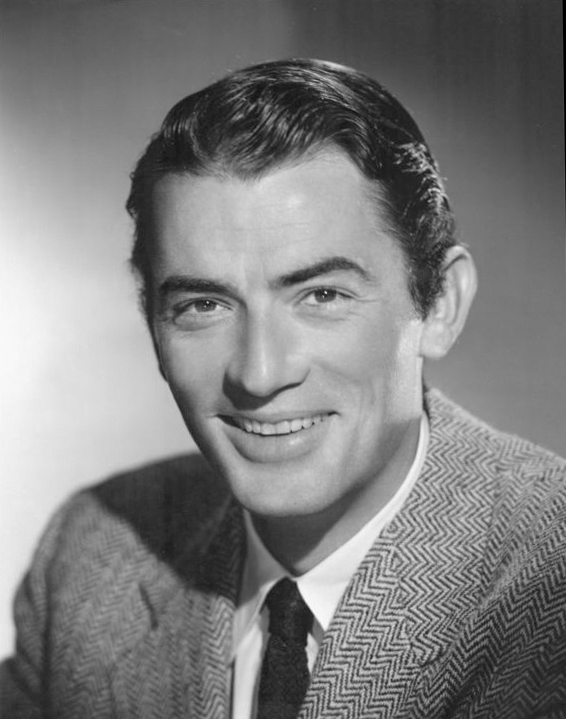
گریگوری پک، برنده بهترین بازیگر مرد در نقش مکمل در یک ، مینی سریال یا فیلم ساخته شده برای تلویزیون
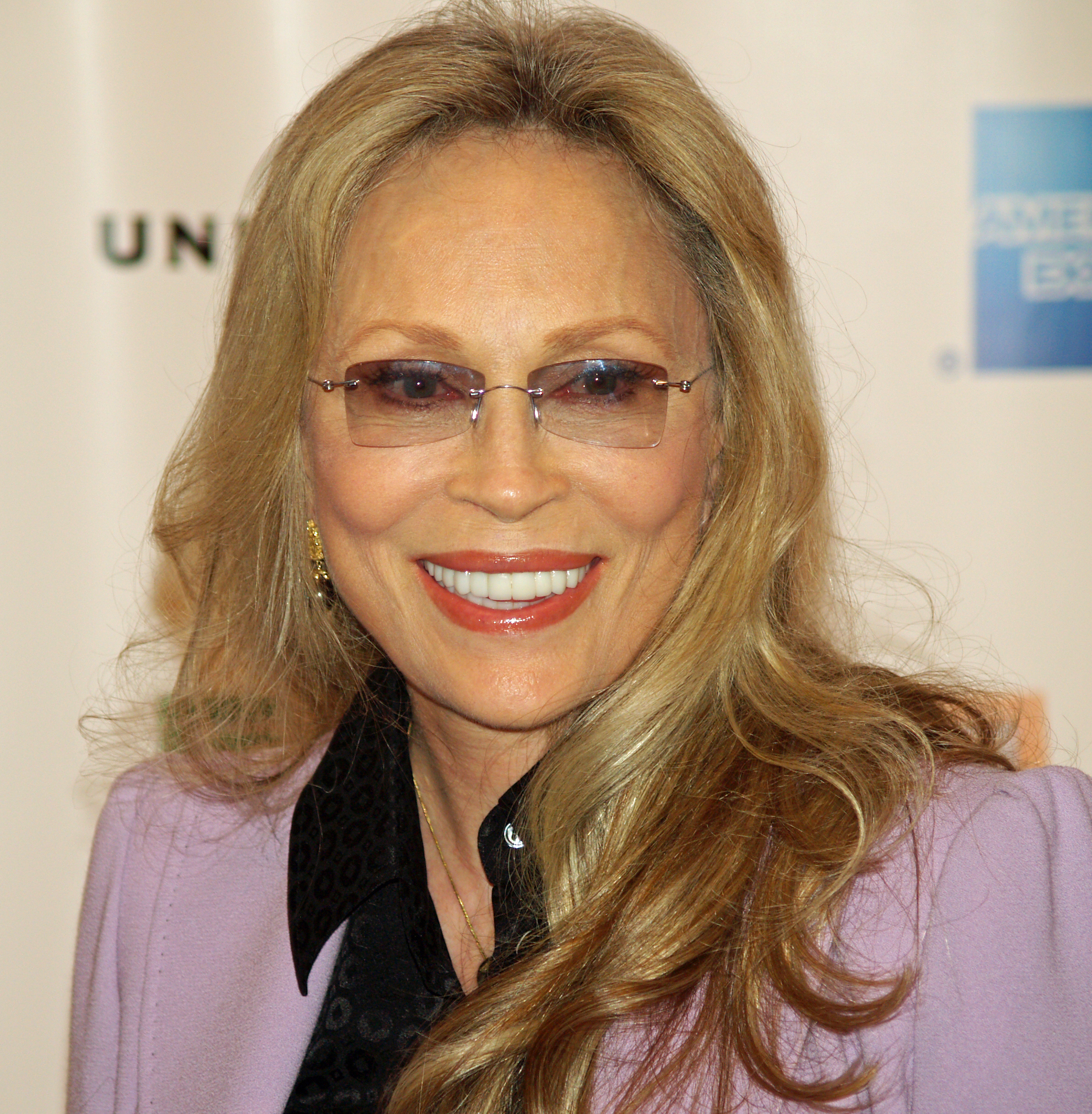
فی داناوی، برنده بهترین بازیگر زن در نقش مکمل در یک ، مینی سریال یا فیلم ساخته شده برای تلویزیون
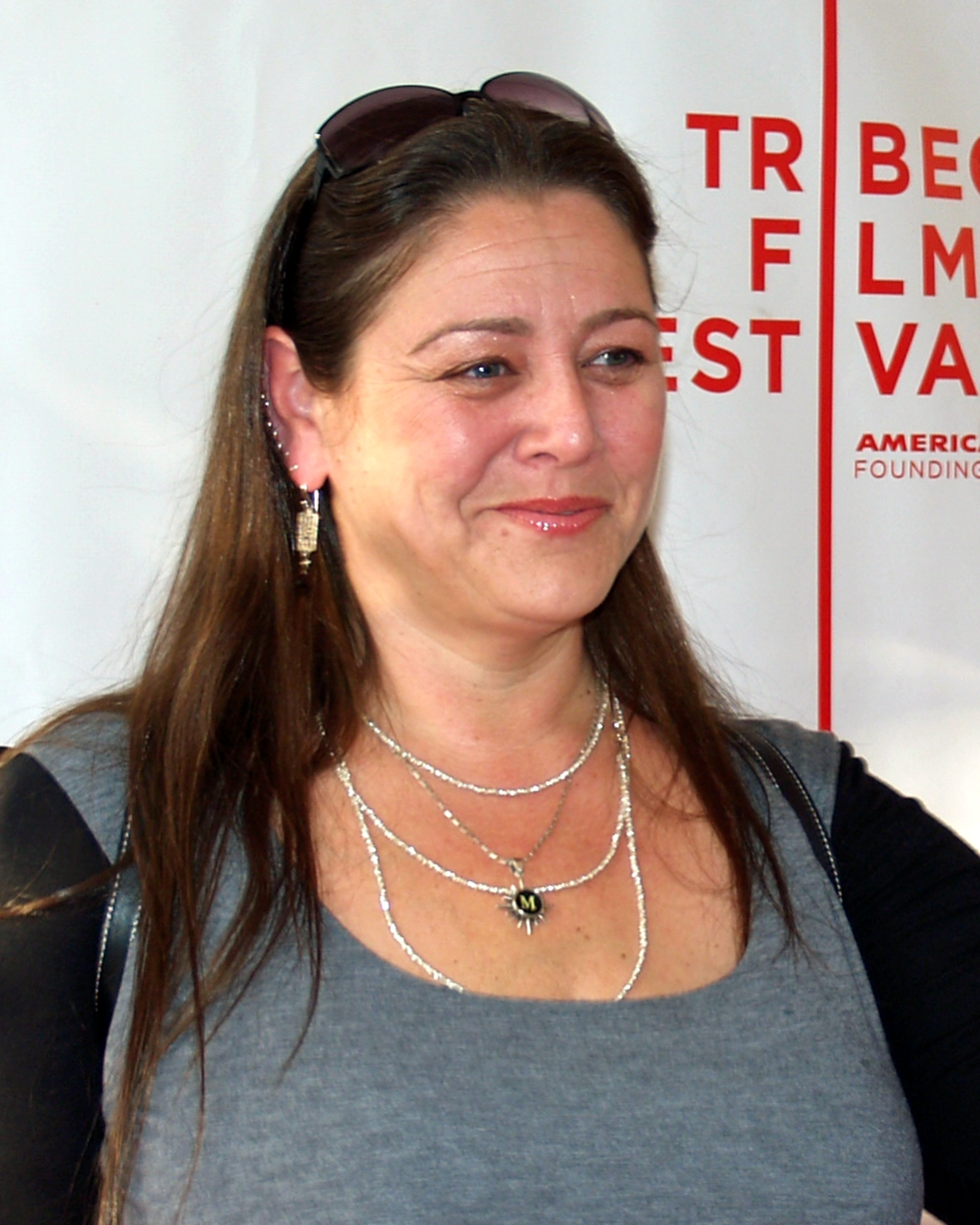
کمرین منهایم، برنده بهترین بازیگر زن در نقش مکمل در یک ، مینی سریال یا فیلم ساخته شده برای تلویزیون